# Premier district congressionnel de l'Idaho
Le 1er district congressionnel de l'Idaho est un des deux districts congressionnel de l'État américain de l'Idaho. Il comprend la partie ouest de l'État. Le 1er district congressionnel est actuellement représenté par le Républicain Russ Fulcher qui a été élu pour la première fois en 2018, et réélu en 2020 et 2022.

## Histoire
De la création d'un État en 1890 à l'élection de 1910, l'Idaho était représenté par un seul siège. À la suite du recensement de 1910, l'Idaho a obtenu un deuxième siège à la Chambre; il a été pourvu pour la première fois en 1912. Cependant, lors des élections de 1916, les deux sièges étaient des sièges at-large. La première élection dans l'Idaho avec deux districts congressionnel a eu lieu en 1918.
Le cycle électoral de 2012 a vu le district rester en grande partie dans la forme qu'il avait depuis les années 1950, englobant le tiers ouest de l'État. Historiquement, il a été considéré comme le district de Boise, car il comprenait généralement la majeure partie de la capitale de l'État. Le cycle de redécoupage de 2020, cependant, a vu le 1er poussé vers l'ouest, déplaçant presque toute sa part de Boise vers le 2e district. Cela était dû à une augmentation significative de la population directement à l'ouest de Boise au cours de la décennie précédente, dans le Comté de Canyon et dans l'ouest du Comté d'Ada. Cependant, le 1er continue d'inclure la plupart des banlieues de Boise. Dans le Comté d'Ada lui-même, le district continue d'inclure Meridian, Eagle, Kuna et certaines parties de Boise, au sud de l'Interstate 84. Il comprend également toute la partie nord de l'État, à travers le Panhandle.

## Géographie
Le 1er district comprend l'intégralité des communes suivantes, à l'exception d'Ada, qu'il partage avec le 2e district. Les municipalités du Comté d'Ada incluses dans le 1er district comprennent Eagle, Star, Meridian, Kuna et des parties de Boise.
| #  | Comté      | Siège         | Population |
| -- | ---------- | ------------- | ---------- |
| 1  | Ada        | Boise         | 524 673    |
| 3  | Adams      | Council       | 4903       |
| 9  | Benewah    | St. Maries    | 10 369     |
| 15 | Boise      | Idaho City    | 8517       |
| 17 | Bonner     | Sandpoint     | 52 547     |
| 27 | Canyon     | Caldwell      | 257 674    |
| 32 | Boundary   | Bonners Ferry | 13 557     |
| 35 | Clearwater | Orofino       | 9214       |
| 45 | Gem        | Emmett        | 21 071     |
| 49 | Idaho      | Grangeville   | 17 890     |
| 55 | Kootenai   | Coeur d'Alene | 185 010    |
| 57 | Latah      | Moscow        | 41 301     |
| 61 | Lewis      | Nezperce      | 3739       |
| 69 | Nez Perce  | Lewiston      | 42 987     |
| 73 | Owyhee     | Murphy        | 12 722     |
| 75 | Payette    | Payette       | 27 279     |
| 79 | Shoshone   | Wallace       | 14 026     |
| 85 | Valley     | Cascade       | 12 644     |
| 87 | Washington | Weiser        | 11 425     |

## Historique de vote
| Année | Poste                  | Résultats                 |
| ----- | ---------------------- | ------------------------- |
| 2000  | Président              | Bush 64,61 % - 27,59 %    |
| 2004  | Président              | Bush 68,92 % - 29,53 %    |
| 2008  | Président              | McCain 60,69 % - 35,22 %  |
| 2012  | Président              | Romney 64,9 % - 32,2 %    |
| 2016  | Président              | Trump 63,7 % - 25,4 %     |
| 2016  | Sénat                  | Crapo 68,9 % - 25,3%      |
| 2018  | Gouverneur             | Little 63,5 % - 34,8 %    |
| 2018  | Lieutenant Gouverneur  | McGeachin 63,9 % - 36,1 % |
| 2018  | Ministre de la Justice | Wasden 68,7 % - 31,3 %    |
| 2020  | Sénat                  | Risch 65,9 % - 30,1 %     |
| 2020  | Président              | Trump 67,1 % - 30,1 %     |

## Liste des représentants du district
| Membre                          | Parti       | Années                          | Congrès     | Histoire électorale |
| ------------------------------- | ----------- | ------------------------------- | ----------- | --- |
| District établi le 4 mars 1919. |             |                                 |             | |
| Burton French (en)              | Républicain | 4 mars 1919 - 3 mars 1933       | 66e - 72e   | Redécoupage depuis le district at-large et réélu en 1918. Réélu en 1920. Réélu en 1922. Réélu en 1924. Réélu en 1926. Réélu en 1928. Réélu en 1930. Perds sa réélection. |
| Compton White (en)              | Démocrate   | 4 mars 1933 - 3 janvier 1947    | 73e - 79e   | Élu en 1932. Réélu en 1934. Réélu en 1936. Réélu en 1938. Réélu en 1940. Réélu en 1942. Réélu en 1944. Perds sa réélection.                                              |
| Abe Goff (en)                   | Républicain | 3 janvier 1947 - 3 janvier 1949 | 80e         | Élu en 1946. Perds sa réélection. |
| Compton White (en)              | Démocrate   | 3 janvier 1949 - 3 janvier 1951 | 81e         | Élu en 1948. Retrait pour se présenter comme Sénateur des États-Unis. |
| John T. Wood (en)               | Républicain | 3 janvier 1951 - 3 janvier 1953 | 82e         | Élu en 1950. Perds sa réélection. |
| Gracie Pfost (en)               | Démocrate   | 3 janvier 1953 - 3 janvier 1963 | 83e - 87e   | Élu en 1952. Réélu en 1954. Réélu en 1956. Réélu en 1958. Réélu en 1960. Retrait pour se présenter comme Sénatrice des États-Unis.                                       |
| Compton White Jr. (en)          | Démocrate   | 3 janvier 1963 - 3 janvier 1967 | 88e , 89e   | Élu en 1962. Réélu en 1964. Perds sa réélection. |
| Jim McClure (en)                | Républicain | 3 janvier 1967 - 3 janvier 1973 | 90e - 92e   | Élu en 1966. Réélu en 1968. Réélu en 1970. Retrait pour se présenter comme Sénateur des États-Unis.                                                                      |
| Steve Symms                     | Républicain | 3 janvier 1973 - 3 janvier 1981 | 93e - 96e   | Élu en 1972. Réélu en 1974. Réélu en 1976. Réélu en 1978. Retrait pour se présenter comme Sénateur des États-Unis.                                                       |
| Larry Craig                     | Républicain | 3 janvier 1981 - 3 janvier 1991 | 97e - 101e  | Élu en 1980. Réélu en 1982. Réélu en 1984. Réélu en 1986. Réélu en 1988. Retrait pour se présenter comme Sénateur des États-Unis.                                        |
| Larry LaRocco                   | Démocrate   | 3 janvier 1991 - 3 janvier 1995 | 102e , 103e | Élu en 1990. Réélu en 1992. Perds sa réélection. |
| Helen Chenoweth-Hage            | Républicain | 3 janvier 1995 - 3 janvier 2001 | 104e - 106e | Élu en 1994. Réélu en 1996. Réélu en 1998. Retrait. |
| Butch Otter                     | Républicain | 3 janvier 2001 - 3 janvier 2007 | 107e - 109e | Élu en 2000. Réélu en 2002. Réélu en 2004. Retrait pour se présenter comme Gouverneur.                                                                                   |
| Bill Sali                       | Républicain | 3 janvier 2007 - 3 janvier 2009 | 110e        | Élu en 2006. Perds sa réélection. |
| Walt Minnick                    | Démocrate   | 3 janvier 2009 - 3 janvier 2011 | 111e        | Élu en 2008. Perds sa réélection. |
| Raúl Labrador                   | Républicain | 3 janvier 2011 - 3 janvier 2019 | 112e - 115e | Élu en 2010. Réélu en 2012. Réélu en 2014. Réélu en 2016. Retrait pour se Gouverneur.                                                                                    |
| Russ Fulcher                    | Républicain | 3 janvier 2019 - en fonction    | 116e - 119e | Élu en 2018. Réélu en 2020. Réélu en 2022. Réélu en 2024. |

## Résultats des récentes élections
Voici les résultats des dix précédents cycles électoraux dans le district.

## Frontières historiques du district

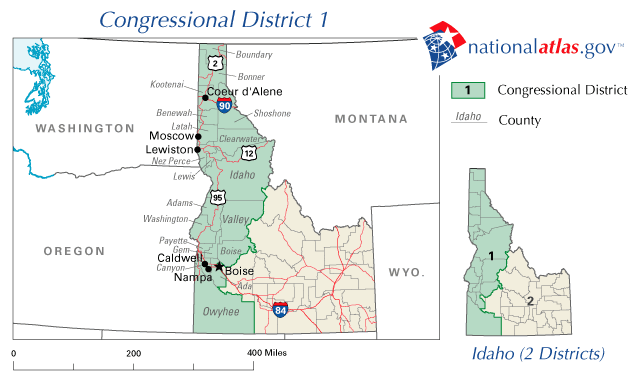
2003 - 2013

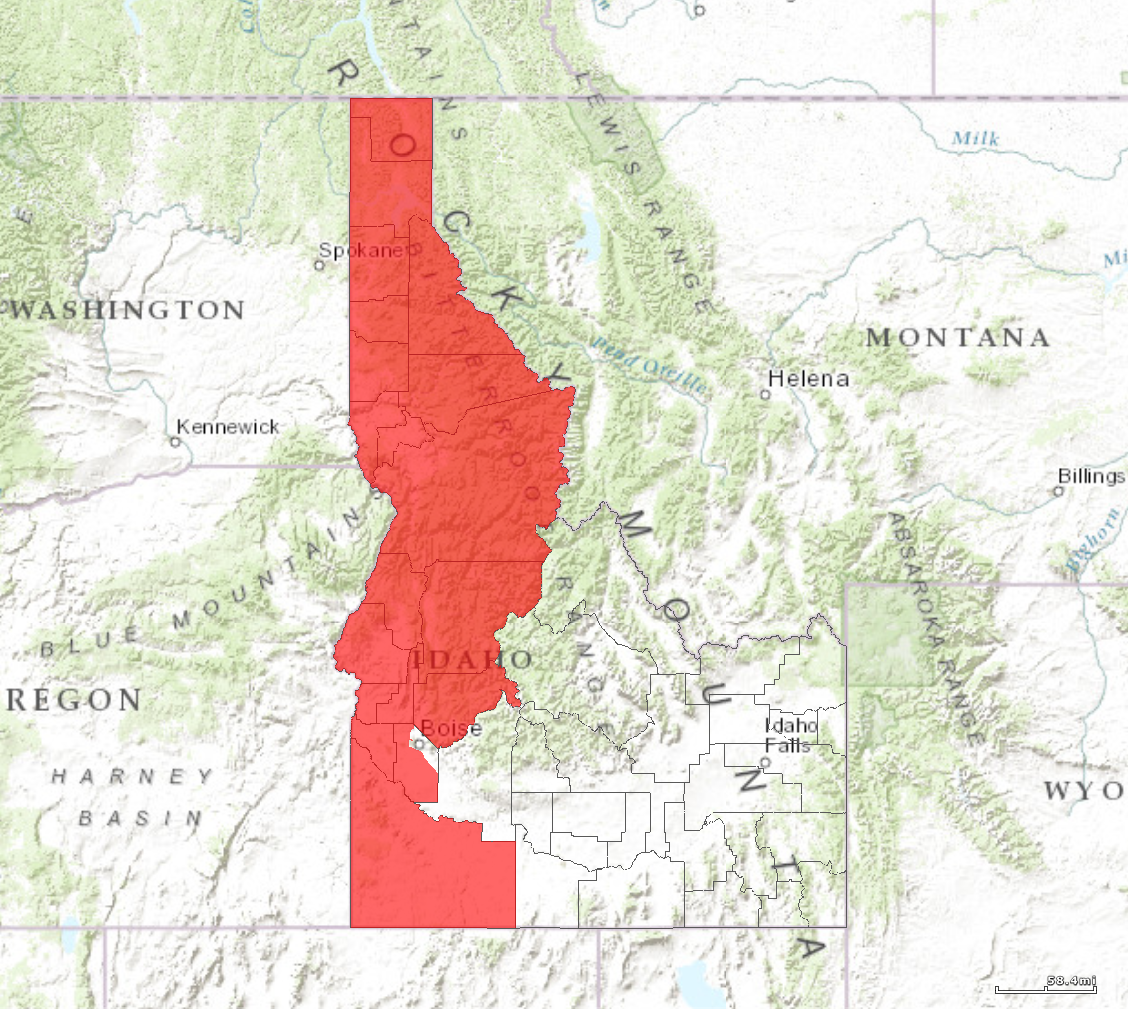
2013 - 2023

### 2004
| Élection de 2004 du 1er district congressionnel de l'Idaho | Élection de 2004 du 1er district congressionnel de l'Idaho | Élection de 2004 du 1er district congressionnel de l'Idaho | Élection de 2004 du 1er district congressionnel de l'Idaho | Élection de 2004 du 1er district congressionnel de l'Idaho |
| ---------------------------------------------------------- | ---------------------------------------------------------- | ---------------------------------------------------------- | ---------------------------------------------------------- | ---------------------------------------------------------- |
| Parti                                                      | Parti                                                      | Candidat                                                   | Votes                                                      | %                                                          |
|                                                            | Républicain                                                | Butch Otter (sortant)                                      | 207 662                                                    | 69,55                                                      |
|                                                            | Démocrate                                                  | Naomi Preston                                              | 90 927                                                     | 30,45                                                      |
| Total des votes                                            | Total des votes                                            | Total des votes                                            | 298 589                                                    | 100%                                                       |
|                                                            | Les Républicains conservent                                |                                                            |                                                            |                                                            |

### 2006
| Élection de 2006 du 1er district congressionnel de l'Idaho | Élection de 2006 du 1er district congressionnel de l'Idaho | Élection de 2006 du 1er district congressionnel de l'Idaho | Élection de 2006 du 1er district congressionnel de l'Idaho | Élection de 2006 du 1er district congressionnel de l'Idaho |
| ---------------------------------------------------------- | ---------------------------------------------------------- | ---------------------------------------------------------- | ---------------------------------------------------------- | ---------------------------------------------------------- |
| Parti                                                      | Parti                                                      | Candidat                                                   | Votes                                                      | %                                                          |
|                                                            | Républicain                                                | Bill Sali                                                  | 115 843                                                    | 49,94                                                      |
|                                                            | Démocrate                                                  | Larry Grant                                                | 103 935                                                    | 44,81                                                      |
|                                                            | Indépendant                                                | Dave Olsen                                                 | 6857                                                       | 2,96                                                       |
|                                                            | Parti de la Loi Naturelle (en)                             | Andy Hedden-Nicely                                         | 2882                                                       | 1,24                                                       |
|                                                            | Constitution                                               | Paul Smith                                                 | 2457                                                       | 1,06                                                       |
| Total des votes                                            | Total des votes                                            | Total des votes                                            | 231 974                                                    | 100%                                                       |
|                                                            | Les Républicains conservent                                |                                                            |                                                            |                                                            |

### 2008
| Élection de 2008 du 1er district congressionnel de l'Idaho | Élection de 2008 du 1er district congressionnel de l'Idaho | Élection de 2008 du 1er district congressionnel de l'Idaho | Élection de 2008 du 1er district congressionnel de l'Idaho | Élection de 2008 du 1er district congressionnel de l'Idaho |
| ---------------------------------------------------------- | ---------------------------------------------------------- | ---------------------------------------------------------- | ---------------------------------------------------------- | ---------------------------------------------------------- |
| Parti                                                      | Parti                                                      | Candidat                                                   | Votes                                                      | %                                                          |
|                                                            | Démocrate                                                  | Walt Minnick                                               | 175 898                                                    | 50,61                                                      |
|                                                            | Républicain                                                | Bill Sali (sortant)                                        | 171 687                                                    | 49,39                                                      |
| Total des votes                                            | Total des votes                                            | Total des votes                                            | 347 585                                                    | 100%                                                       |
|                                                            | Les Démocrates prennent aux Républicains                   |                                                            |                                                            |                                                            |

### 2010
| Élection de 2010 du 1er district congressionnel de l'Idaho | Élection de 2010 du 1er district congressionnel de l'Idaho | Élection de 2010 du 1er district congressionnel de l'Idaho | Élection de 2010 du 1er district congressionnel de l'Idaho | Élection de 2010 du 1er district congressionnel de l'Idaho |
| ---------------------------------------------------------- | ---------------------------------------------------------- | ---------------------------------------------------------- | ---------------------------------------------------------- | ---------------------------------------------------------- |
| Parti                                                      | Parti                                                      | Candidat                                                   | Votes                                                      | %                                                          |
|                                                            | Républicain                                                | Raul Labrador                                              | 126 231                                                    | 51,02                                                      |
|                                                            | Démocrate                                                  | Walt Minnick (sortant)                                     | 102 135                                                    | 41,28                                                      |
|                                                            | Indépendant                                                | Dave Olson                                                 | 14 365                                                     | 5,81                                                       |
|                                                            | Libertarien                                                | Mike Washburn                                              | 4696                                                       | 1,90                                                       |
| Total des votes                                            | Total des votes                                            | Total des votes                                            | 247 427                                                    | 100%                                                       |
|                                                            | Les Républicains conservent                                |                                                            |                                                            |                                                            |

### 2012
| Élection de 2012 du 1er district congressionnel de l'Idaho, | Élection de 2012 du 1er district congressionnel de l'Idaho, | Élection de 2012 du 1er district congressionnel de l'Idaho, | Élection de 2012 du 1er district congressionnel de l'Idaho, | Élection de 2012 du 1er district congressionnel de l'Idaho, |
| ----------------------------------------------------------- | ----------------------------------------------------------- | ----------------------------------------------------------- | ----------------------------------------------------------- | ----------------------------------------------------------- |
| Parti                                                       | Parti                                                       | Candidat                                                    | Votes                                                       | %                                                           |
|                                                             | Républicain                                                 | Raul Labrador (sortant)                                     | 199 402                                                     | 63,0                                                        |
|                                                             | Démocrate                                                   | Jimmy Farris                                                | 97 450                                                      | 30,8                                                        |
|                                                             | Libertarien                                                 | Rob Oates                                                   | 12 265                                                      | 3,9                                                         |
|                                                             | Indépendant                                                 | Pro-Life                                                    | 7607                                                        | 2,4                                                         |
| Total des votes                                             | Total des votes                                             | Total des votes                                             | 316 724                                                     | 100%                                                        |
|                                                             | Les Républicains conservent                                 |                                                             |                                                             |                                                             |

### 2014
| Élection de 2014 du 1er district congressionnel de l'Idaho, | Élection de 2014 du 1er district congressionnel de l'Idaho, | Élection de 2014 du 1er district congressionnel de l'Idaho, | Élection de 2014 du 1er district congressionnel de l'Idaho, | Élection de 2014 du 1er district congressionnel de l'Idaho, |
| ----------------------------------------------------------- | ----------------------------------------------------------- | ----------------------------------------------------------- | ----------------------------------------------------------- | ----------------------------------------------------------- |
| Parti                                                       | Parti                                                       | Candidat                                                    | Votes                                                       | %                                                           |
|                                                             | Républicain                                                 | Raul Labrador (sortant)                                     | 143 580                                                     | 65,01                                                       |
|                                                             | Démocrate                                                   | Shirley Ringo                                               | 77 277                                                      | 34,99                                                       |
|                                                             | Write-In                                                    | Write-In                                                    | 7                                                           | <0,01                                                       |
| Total des votes                                             | Total des votes                                             | Total des votes                                             | 220 864                                                     | 100%                                                        |
|                                                             | Les Républicains conservent                                 |                                                             |                                                             |                                                             |

### 2016
| Élection de 2016 du 1er district congressionnel de l'Idaho, | Élection de 2016 du 1er district congressionnel de l'Idaho, | Élection de 2016 du 1er district congressionnel de l'Idaho, | Élection de 2016 du 1er district congressionnel de l'Idaho, | Élection de 2016 du 1er district congressionnel de l'Idaho, |
| ----------------------------------------------------------- | ----------------------------------------------------------- | ----------------------------------------------------------- | ----------------------------------------------------------- | ----------------------------------------------------------- |
| Parti                                                       | Parti                                                       | Candidat                                                    | Votes                                                       | %                                                           |
|                                                             | Républicain                                                 | Raul Labrador (sortant)                                     | 242 252                                                     | 68,17                                                       |
|                                                             | Démocrate                                                   | James Piotrowski                                            | 113 052                                                     | 31,82                                                       |
|                                                             | Write-In                                                    | Write-In                                                    | 53                                                          | 0,01                                                        |
| Total des votes                                             | Total des votes                                             | Total des votes                                             | 355 357                                                     | 100%                                                        |
|                                                             | Les Républicains conservent                                 |                                                             |                                                             |                                                             |

### 2018
| Élection de 2018 du 1er district congressionnel de l'Idaho | Élection de 2018 du 1er district congressionnel de l'Idaho | Élection de 2018 du 1er district congressionnel de l'Idaho | Élection de 2018 du 1er district congressionnel de l'Idaho | Élection de 2018 du 1er district congressionnel de l'Idaho |
| ---------------------------------------------------------- | ---------------------------------------------------------- | ---------------------------------------------------------- | ---------------------------------------------------------- | ---------------------------------------------------------- |
| Parti                                                      | Parti                                                      | Candidat                                                   | Votes                                                      | %                                                          |
|                                                            | Républicain                                                | Russ Fulcher                                               | 197 167                                                    | 62,7                                                       |
|                                                            | Démocrate                                                  | Cristina McNeil                                            | 96 932                                                     | 30,8                                                       |
|                                                            | Indépendant                                                | Natalie Fleming                                            | 6188                                                       | 2,0                                                        |
|                                                            | Libertarien                                                | W. Scott Howard                                            | 5435                                                       | 1,7                                                        |
|                                                            | Indépendant                                                | Paul Farmer                                                | 4479                                                       | 1,4                                                        |
|                                                            | Constitution                                               | Marvin "Pro-Life" Richardson                               | 3181                                                       | 1,0                                                        |
|                                                            | Indépendant                                                | Gordon Counsil                                             | 1054                                                       | 0,3                                                        |
|                                                            | Indépendant                                                | Michael J. Rath (write-in)                                 | 91                                                         | 0,0                                                        |
| Total des votes                                            | Total des votes                                            | Total des votes                                            | 314 527                                                    | 100%                                                       |
|                                                            | Les Républicains conservent                                |                                                            |                                                            |                                                            |

### 2020
| Élection de 2020 du 1er district congressionnel de l'Idaho | Élection de 2020 du 1er district congressionnel de l'Idaho | Élection de 2020 du 1er district congressionnel de l'Idaho | Élection de 2020 du 1er district congressionnel de l'Idaho | Élection de 2020 du 1er district congressionnel de l'Idaho |
| ---------------------------------------------------------- | ---------------------------------------------------------- | ---------------------------------------------------------- | ---------------------------------------------------------- | ---------------------------------------------------------- |
| Parti                                                      | Parti                                                      | Candidat                                                   | Votes                                                      | %                                                          |
|                                                            | Républicain                                                | Russ Fulcher (sortant)                                     | 310 736                                                    | 67,8                                                       |
|                                                            | Démocrate                                                  | Rudy Soto                                                  | 131 380                                                    | 28,6                                                       |
|                                                            | Libertarien                                                | Joe Evans                                                  | 16 453                                                     | 3,6                                                        |
| Total des votes                                            | Total des votes                                            | Total des votes                                            | 458 569                                                    | 100%                                                       |
|                                                            | Les Républicains conservent                                |                                                            |                                                            |                                                            |

### 2022
| Primaire Républicaine de 2022 du 1er district congressionnel de l'Idaho | Primaire Républicaine de 2022 du 1er district congressionnel de l'Idaho | Primaire Républicaine de 2022 du 1er district congressionnel de l'Idaho | Primaire Républicaine de 2022 du 1er district congressionnel de l'Idaho | Primaire Républicaine de 2022 du 1er district congressionnel de l'Idaho |
| ----------------------------------------------------------------------- | ----------------------------------------------------------------------- | ----------------------------------------------------------------------- | ----------------------------------------------------------------------- | ----------------------------------------------------------------------- |
| Parti                                                                   | Parti                                                                   | Candidat                                                                | Votes                                                                   | %                                                                       |
|                                                                         | Républicain                                                             | Russ Fulcher (sortant)                                                  | 126 528                                                                 | 100%                                                                    |

| Primaire Démocrate de 2022 du 1er district congressionnel de l'Idaho | Primaire Démocrate de 2022 du 1er district congressionnel de l'Idaho | Primaire Démocrate de 2022 du 1er district congressionnel de l'Idaho | Primaire Démocrate de 2022 du 1er district congressionnel de l'Idaho | Primaire Démocrate de 2022 du 1er district congressionnel de l'Idaho |
| -------------------------------------------------------------------- | -------------------------------------------------------------------- | -------------------------------------------------------------------- | -------------------------------------------------------------------- | -------------------------------------------------------------------- |
| Parti                                                                | Parti                                                                | Candidat                                                             | Votes                                                                | %                                                                    |
|                                                                      | Démocrate                                                            | Kaylee Peterson                                                      | 15 057                                                               | 100%                                                                 |

| Primaire Libertarienne de 2022 du 1er district congressionnel de l'Idaho | Primaire Libertarienne de 2022 du 1er district congressionnel de l'Idaho | Primaire Libertarienne de 2022 du 1er district congressionnel de l'Idaho | Primaire Libertarienne de 2022 du 1er district congressionnel de l'Idaho | Primaire Libertarienne de 2022 du 1er district congressionnel de l'Idaho |
| ------------------------------------------------------------------------ | ------------------------------------------------------------------------ | ------------------------------------------------------------------------ | ------------------------------------------------------------------------ | ------------------------------------------------------------------------ |
| Parti                                                                    | Parti                                                                    | Candidat                                                                 | Votes                                                                    | %                                                                        |
|                                                                          | Libertarien                                                              | Joe Evans                                                                | 489                                                                      | 100%                                                                     |

| Élection de 2022 du 1er district congressionnel de l'Idaho | Élection de 2022 du 1er district congressionnel de l'Idaho | Élection de 2022 du 1er district congressionnel de l'Idaho | Élection de 2022 du 1er district congressionnel de l'Idaho | Élection de 2022 du 1er district congressionnel de l'Idaho |
| ---------------------------------------------------------- | ---------------------------------------------------------- | ---------------------------------------------------------- | ---------------------------------------------------------- | ---------------------------------------------------------- |
| Parti                                                      | Parti                                                      | Candidat                                                   | Votes                                                      | %                                                          |
|                                                            | Républicain                                                | Russ Fulcher (sortant)                                     | 222 901                                                    | 71,3                                                       |
|                                                            | Démocrate                                                  | Kaylee Peterson                                            | 82 261                                                     | 26,3                                                       |
|                                                            | Libertarien                                                | Joe Evans                                                  | 7280                                                       | 2,3                                                        |
| Total des votes                                            | Total des votes                                            | Total des votes                                            | 312 442                                                    | 100%                                                       |
|                                                            | Les Républicains conservent                                |                                                            |                                                            |                                                            |

### 2024
| Primaire Républicaine de 2024 du 1er district congressionnel de l'Idaho | Primaire Républicaine de 2024 du 1er district congressionnel de l'Idaho | Primaire Républicaine de 2024 du 1er district congressionnel de l'Idaho | Primaire Républicaine de 2024 du 1er district congressionnel de l'Idaho | Primaire Républicaine de 2024 du 1er district congressionnel de l'Idaho |
| ----------------------------------------------------------------------- | ----------------------------------------------------------------------- | ----------------------------------------------------------------------- | ----------------------------------------------------------------------- | ----------------------------------------------------------------------- |
| Parti                                                                   | Parti                                                                   | Candidat                                                                | Votes                                                                   | %                                                                       |
|                                                                         | Républicain                                                             | Russ Fulcher (sortant)                                                  | 109 057                                                                 | 100%                                                                    |

| Primaire Démocrate de 2024 du 1er district congressionnel de l'Idaho | Primaire Démocrate de 2024 du 1er district congressionnel de l'Idaho | Primaire Démocrate de 2024 du 1er district congressionnel de l'Idaho | Primaire Démocrate de 2024 du 1er district congressionnel de l'Idaho | Primaire Démocrate de 2024 du 1er district congressionnel de l'Idaho |
| -------------------------------------------------------------------- | -------------------------------------------------------------------- | -------------------------------------------------------------------- | -------------------------------------------------------------------- | -------------------------------------------------------------------- |
| Parti                                                                | Parti                                                                | Candidat                                                             | Votes                                                                | %                                                                    |
|                                                                      | Démocrate                                                            | Kaylee Peterson                                                      | 13 982                                                               | 100%                                                                 |

| Primaire Libertarienne de 2024 du 1er district congressionnel de l'Idaho | Primaire Libertarienne de 2024 du 1er district congressionnel de l'Idaho | Primaire Libertarienne de 2024 du 1er district congressionnel de l'Idaho | Primaire Libertarienne de 2024 du 1er district congressionnel de l'Idaho | Primaire Libertarienne de 2024 du 1er district congressionnel de l'Idaho |
| ------------------------------------------------------------------------ | ------------------------------------------------------------------------ | ------------------------------------------------------------------------ | ------------------------------------------------------------------------ | ------------------------------------------------------------------------ |
| Parti                                                                    | Parti                                                                    | Candidat                                                                 | Votes                                                                    | %                                                                        |
|                                                                          | Libertarien                                                              | Matt Loesby                                                              | 516                                                                      | 100%                                                                     |

| Primaire du Parti de la Constitution de 2024 du 1er district congressionnel de l'Idaho | Primaire du Parti de la Constitution de 2024 du 1er district congressionnel de l'Idaho | Primaire du Parti de la Constitution de 2024 du 1er district congressionnel de l'Idaho | Primaire du Parti de la Constitution de 2024 du 1er district congressionnel de l'Idaho | Primaire du Parti de la Constitution de 2024 du 1er district congressionnel de l'Idaho |
| -------------------------------------------------------------------------------------- | -------------------------------------------------------------------------------------- | -------------------------------------------------------------------------------------- | -------------------------------------------------------------------------------------- | -------------------------------------------------------------------------------------- |
| Parti                                                                                  | Parti                                                                                  | Candidat                                                                               | Votes                                                                                  | %                                                                                      |
|                                                                                        | Constitution                                                                           | Brendan Gomez                                                                          | 325                                                                                    | 100%                                                                                   |

| Élection de 2024 du 1er district congressionnel de l'Idaho | Élection de 2024 du 1er district congressionnel de l'Idaho | Élection de 2024 du 1er district congressionnel de l'Idaho | Élection de 2024 du 1er district congressionnel de l'Idaho | Élection de 2024 du 1er district congressionnel de l'Idaho |
| ---------------------------------------------------------- | ---------------------------------------------------------- | ---------------------------------------------------------- | ---------------------------------------------------------- | ---------------------------------------------------------- |
| Parti                                                      | Parti                                                      | Candidat                                                   | Votes                                                      | %                                                          |
|                                                            | Républicain                                                | Russ Fulcher (sortant)                                     | 331 049                                                    | 71,0                                                       |
|                                                            | Démocrate                                                  | Kaylee Peterson                                            | 118 656                                                    | 25,4                                                       |
|                                                            | Libertarien                                                | Matt Loesby                                                | 9594                                                       | 2,1                                                        |
|                                                            | Constitution                                               | Brendan Gomez                                              | 6933                                                       | 1,5                                                        |
|                                                            | Indépendant                                                | Margot Dupre (write-in)                                    | 7                                                          | 0,0                                                        |
|                                                            | Indépendant                                                | David Bot (write-in)                                       | 3                                                          | 0,0                                                        |
| Total des votes                                            | Total des votes                                            | Total des votes                                            | 466 242                                                    | 100 %                                                      |
|                                                            | Les Républicains conservent                                |                                                            |                                                            |                                                            |